# Richard Ulmer

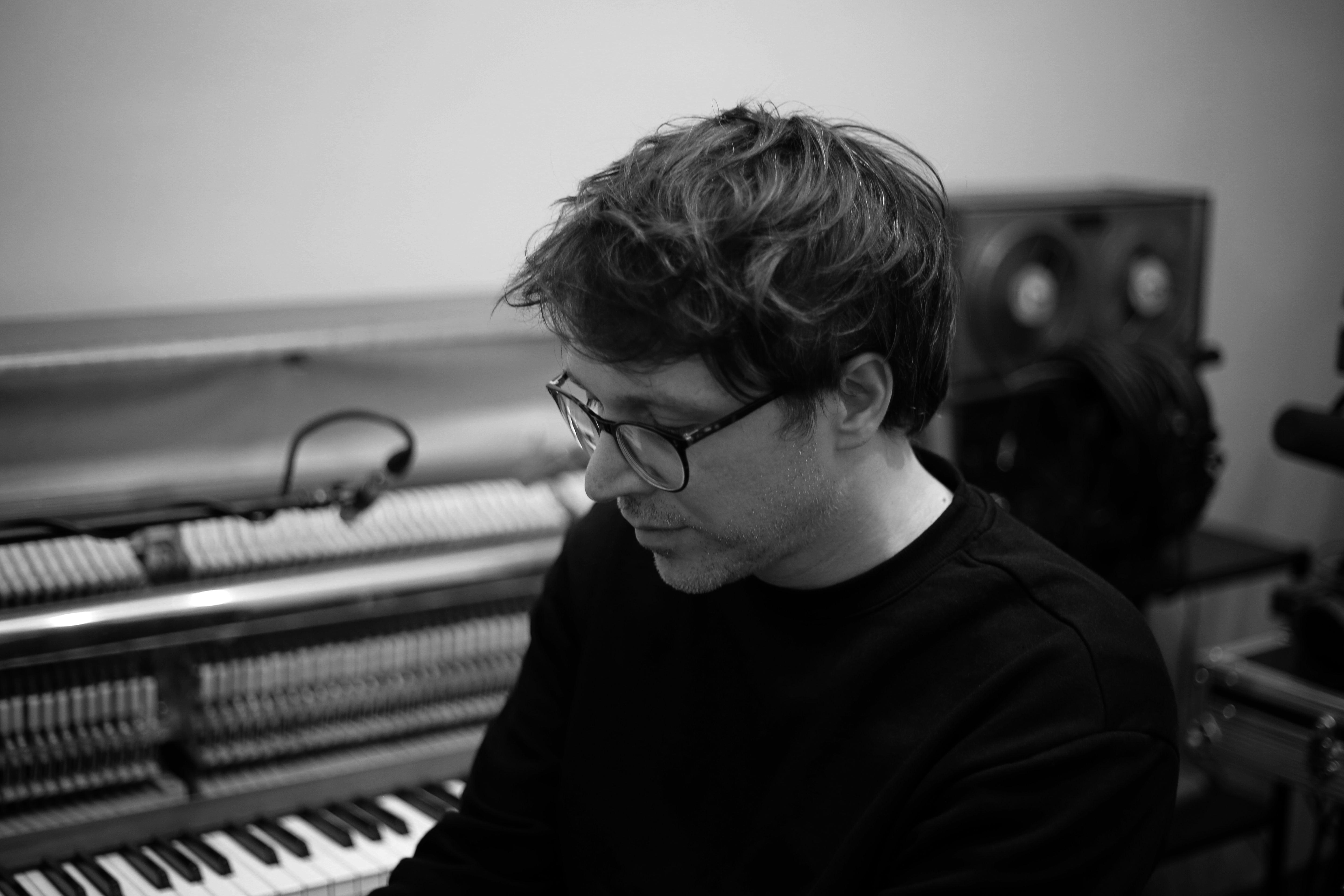
Richard Ulmer (2022)

Richard Ulmer (* 23. Juni 1980 in Feldkirch, Österreich) ist ein österreichischer Komponist, Musikproduzent, Sänger, Songwriter, Filmemacher und Unternehmer.

## Leben und Wirken
Ulmer zählte 1997 mit seinem Song China Boat zu einem der Gewinner des österreichweiten Songwriting-Wettbewerb Projekt Pop!, der erstmals von der AKM/GFÖM initiiert wurde. Er arbeitete danach zusammen mit Musikproduzent und Falco-Bandleader Peter Vieweger und gründete die Band Urban Ego. 2001 unterzeichnete er als Komponist einen Verlagsvertrag bei Sony/ATV Music Publishing in Berlin und komponierte und co-produzierte im selben Jahr den Song (higher than the) Venus  Sun, der zum ersten Mal auf dem Jugendkulturradiosender FM4 gespielt wurde.
2003 gründete Ulmer gemeinsam mit seinem Bruder das Musiklabel U5 Records. Er komponierte und co-produzierte alle Songs der eigenen Band Urban Ego und veröffentlichte den Großteil der Tonträger über das gemeinsame Label in Vertriebskooperationen mit Edel Records Austria, Sony Music Austria und Zyx Schweiz.
2004 komponierte und co-produzierte Ulmer den Song Around The Bend, der als Titelsong der ORF-Sendung Kreuz und quer für die am 14. September 2004 erstmals ausgestrahlte Folge eingesetzt wurde. Gemeinsam mit seinem langjährigen Textschreiber Christian Glenn war er in dieser Folge als Protagonist zu sehen.
2005 unterzeichnete Ulmer mit seiner Band Urban Ego einen Plattenvertrag bei Warner Music Germany und veröffentlichte die vierte und letzte Single Mrs. Brainshaker, die auf Platz 58 in den deutschen Verkaufscharts landete.
2006 gründete Ulmer gemeinsam mit dem Großteil seiner Bandkollegen die Klassik-Crossoverband My Excellence, für die er auch komponierte und co-produzierte. Die Band unterzeichnete 2008 einen Plattenvertrag bei Universal Music Germany. Die Singleauskoppelung The End Of Days des Debütalbums Pomp‘s Not Dead wurde samt Video als Trailersong für die 2009 erschienene Staffel der US-amerikanischen Fantasy-Mystery-Fernsehserie Ghost Whisperer im deutschsprachigen Raum eingesetzt.
2009 komponierte und co-produzierte Richard Ulmer auf Anfrage der UNO den Song Come On (Seal The Deal), der für die Climate-Change-Kampagne der UNO eingesetzt wurde.
2013 war er Mitbegründer seiner eigenen Audio-Agentur Definitely Music und komponierte und produzierte in den darauf folgenden Jahren Musik für nationale und internationale Marken.
2016 begann Ulmer mit dem Filmen und wurde 2021 mit dem österreichischen Staatspreis Wirtschaftsfilm in der Kategorie Sonderpreis für junge Filmproduzentinnen und -produzenten ausgezeichnet.
2019 wurde Ulmer beauftragt, zum 90. Jubiläum von Coca-Cola Österreich den Coca-Cola-Brand-Song Taste The Feeling für die österreichische Kampagne neu zu produzieren. Im selben Jahr gründete er gemeinsam mit seiner Frau das Designstudio Senseday. Dabei übernimmt er die Bereiche Medienmusik, Soundbranding, Audio- und Filmproduktion.
2020 veröffentlichte Ulmer sein erstes Solostück Circular, ein neoklassisches Klavierstück, bei dem er die Felt-Piano-Technik einsetzte. 2021 schrieb und co-produzierte Ulmer für das Solo-Debüt von La-Bouche-Gründungsmitglied Lane McCray die Singles Save My Life und I Keep Running.
Richard Ulmer ist Mitglied des Österreichischen Komponistenbundes und der Austrian Directors Association.

## Diskografie

### Alben
| Jahr | Titel Interpret               | Höchstplatzierung, Gesamtwochen, AuszeichnungChartplatzierungen (Jahr, Titel, Interpret, Platzierungen, Wochen, Auszeichnungen, Anmerkungen) | Höchstplatzierung, Gesamtwochen, AuszeichnungChartplatzierungen (Jahr, Titel, Interpret, Platzierungen, Wochen, Auszeichnungen, Anmerkungen) | Anmerkungen                        |
| Jahr | Titel Interpret               | DE | AT | Anmerkungen                        |
| ---- | ----------------------------- | --- | --- | ---------------------------------- |
| 2009 | Pomp’s Not Dead My Excellence | — | AT45 (2 Wo.)AT | Erstveröffentlichung am 22.05.2009 |

Alle Alben im Überblick
- 2005: Urban Ego – Something Left Undone
- 2009: My Excellence – Pomp’s Not Dead

### Singles
| Jahr | Titel Interpret               | Höchstplatzierung, Gesamtwochen, AuszeichnungChartplatzierungen (Jahr, Titel, Interpret, Platzierungen, Wochen, Auszeichnungen, Anmerkungen) | Höchstplatzierung, Gesamtwochen, AuszeichnungChartplatzierungen (Jahr, Titel, Interpret, Platzierungen, Wochen, Auszeichnungen, Anmerkungen) | Anmerkungen                        |
| Jahr | Titel Interpret               | DE | AT | Anmerkungen                        |
| ---- | ----------------------------- | --- | --- | ---------------------------------- |
| 2004 | Freezin’ Urban Ego            | — | AT44 (3 Wo.)AT | Erstveröffentlichung am 07.03.2004 |
| 2005 | Wanted: Reasons Urban Ego     | DE—DE | AT21 (7 Wo.)AT | Erstveröffentlichung am 27.02.2005 |
| 2005 | Mrs. Brainshaker Urban Ego    | DE58 (5 Wo.)DE | AT—AT | Erstveröffentlichung am 22.11.2005 |
| 2008 | For God’s Sake My Excellence  | DE—DE | AT42 (6 Wo.)AT | Erstveröffentlichung am 07.11.2008 |
| 2009 | The End Of Days My Excellence | DE73 (3 Wo.)DE | AT27 (7 Wo.)AT | Erstveröffentlichung am 24.04.2009 |

Alle Singles
- 2003: Urban Ego – Summer In You
- 2004: Urban Ego – Freezin’
- 2005: Urban Ego – Wanted: Reasons
- 2005: Urban Ego – Mrs. Brainshaker
- 2008: My Excellence – For God's Sake
- 2009: My Excellence – The End Of Days
- 2009: My Excellence – Sorry
- 2012: My Excellence – Rain On Me
- 2014: My Excellence – Stars (feat. Bao Han)
- 2014: India Callender – Mir Geht’s Gut
- 2017: La Bouche – Sweet Dreams 2017
- 2019: In Harmony – Taste The Feeling
- 2020: Richard Ulmer – Circular
- 2021: McCray – Save My Life
- 2021: McCray – I Keep Running
- 2022: McCray – Waiting
- 2022: Richard Ulmer – Euforia
- 2022: Umso Desto – Fraktured
- 2022: Umso Desto – Until
- 2023: Umso Desto – Felt Residuum
- 2023: Cloud Animals – Not Enough
- 2023: Richard Ulmer – Heroic Silence
- 2025: Richard Ulmer – Paralysis
- 2025: Richard Ulmer – French Riviera

## Auszeichnungen
- 2021: Staatspreis Wirtschaftsfilm 2021 – Sonderpreis für junge Filmproduzentinnen und -produzenten